# Bakarski zaliv
Bakarski zaliv je zaliv v Kvarnerju. Leži v severnem Jadranu, južno od Reke (45°17′34″N 14°33′26″E / 45.29267636°N 14.55725122°E).
Bakarski zaliv je največji zaliv v Hrvaškem Primorju. Zaliv je eliptične oblike, dolg 4,6 km, z odprtim morjem ga povezujejo Bakarska vrata, ki so široka 300 m. Bakarski zaliv je potopljen del Reško - Vinodolske doline. Poleg turizma je najvažnejša gospodarska dejavnost vinogradništvo. 
V preteklosti so se prebivalci zaliva ukvarjali s tunolovom. Ta je bil v zalivu razvit že od začetka srednjega veka. Sedaj se tunolov zaradi pomankanja tune opušča.
Na vhodu v zaliv z vzhodne strani leži mesto Kraljevica, v  zalivu pa se nahajata dve naselji, in sicer na severozahodnem koncu mestece Bakar (tudi občinsko središče) na severu in Bakarac na jugovzhodu zaliva. Ob zalivu poteka glavna cesta Reka - Dubrovnik.
V drugi polovici 20. stol. so v zalivu zgradili veliko koksarno. Zaradi delovanja le-te je bilo morje v zalivu zelo onesnaženo. Po prenehanju obratovanja tovarne konec 20. stol. se je kvaliteta morja pričela izboljševati.